# Bijilo Forest Park
Der Bijilo Forest Park mit ungefähr 51,3 Hektar Größe ist ein Waldgebiet im westafrikanischen Staat Gambia. Heute dient es als Naturschutzgebiet, forstwirtschaftlich wird das Gebiet nicht mehr genutzt.

## Topographie
Unmittelbar am Atlantischen Ozean gelegen, 1,2 Kilometer nördlich der Stadt Bijilo und 2,2 Kilometer südlich von Kololi in der West Coast Region, Distrikt Kombo North. Der Eingang des Parks befand sich bis 2017 auf der nördlichen Seite, dem Touristenzentrum Kololi Beach oder mit umgangssprachlichem Namen Senegambia Area, zugewandt. Seit 2017 befindet sich der Eingang am Senegambia Highway (Lage). Der Park, der nur zu Fuß zu betreten ist, hat vier verschiedene, farblich gekennzeichnete Wege mit einer Gesamtlänge von ungefähr 4,5 Kilometern. Der Eintritt beträgt 150 Dalasi (2019: Knapp 3 Euro).

## Geschichte
Das Gebiet wurde 1950 eingerichtet und sollte zunächst der forstwirtschaftlichen Nutzung dienen. Es zeigte sich eine mangelnde Rentabilität, da die Fläche des Waldes zu klein ist. Das Gambian-German Forestry Project (GGFP), das eine Zusammenarbeit mit dem Deutschen Forstservice (DFS) und der Gesellschaft für Technische Zusammenarbeit (GTZ) mit den gambischen Verantwortlichen ist, hat erfolgreich zahlreiche Waldbestände unter anderem auch den Bijilo Forest Park im Jahr 1982 unter Schutz gestellt. Für Besucher ist der Park seit dem Jahr 1991 zugänglich und bietet auf einem ausgeschilderten Waldlehrpfad einen Rundgang.
2017 gab es größere Rodungsarbeiten im Norden und ein Teil des Parks wurde als Bauland erschlossen.

## Flora
Bijilo gilt als letzter natürlicher westatlantischer Küstenwald mit einer Vielzahl von Pflanzenarten. Unter anderem sind Äthiopische Palmyrapalmen (Borassus aethiopum) hier zu finden, es sind die letzten größeren Bestände in Gambia. Baobabs (deutsch: Affenbrotbaum), Zimtapfel-Annonen (Annona squamosa), Kapokbäume (Ceiba pentandra), Feigen (Ficus vogelii, F. gnaphalocarpa, F. exasperata, F. capensis) und riesige Ölpalmen (Elaeis guineensis) sind hier zu finden.

## Fauna
Neben zahlreichen Vogelarten leben hier die Westliche Grünmeerkatze (Chlorocebus sabaeus), der Temminck-Stummelaffe (Piliocolobus temminckii) und der Husarenaffe (Erythrocebus patas) sowie zahlreiche Reptilienarten.

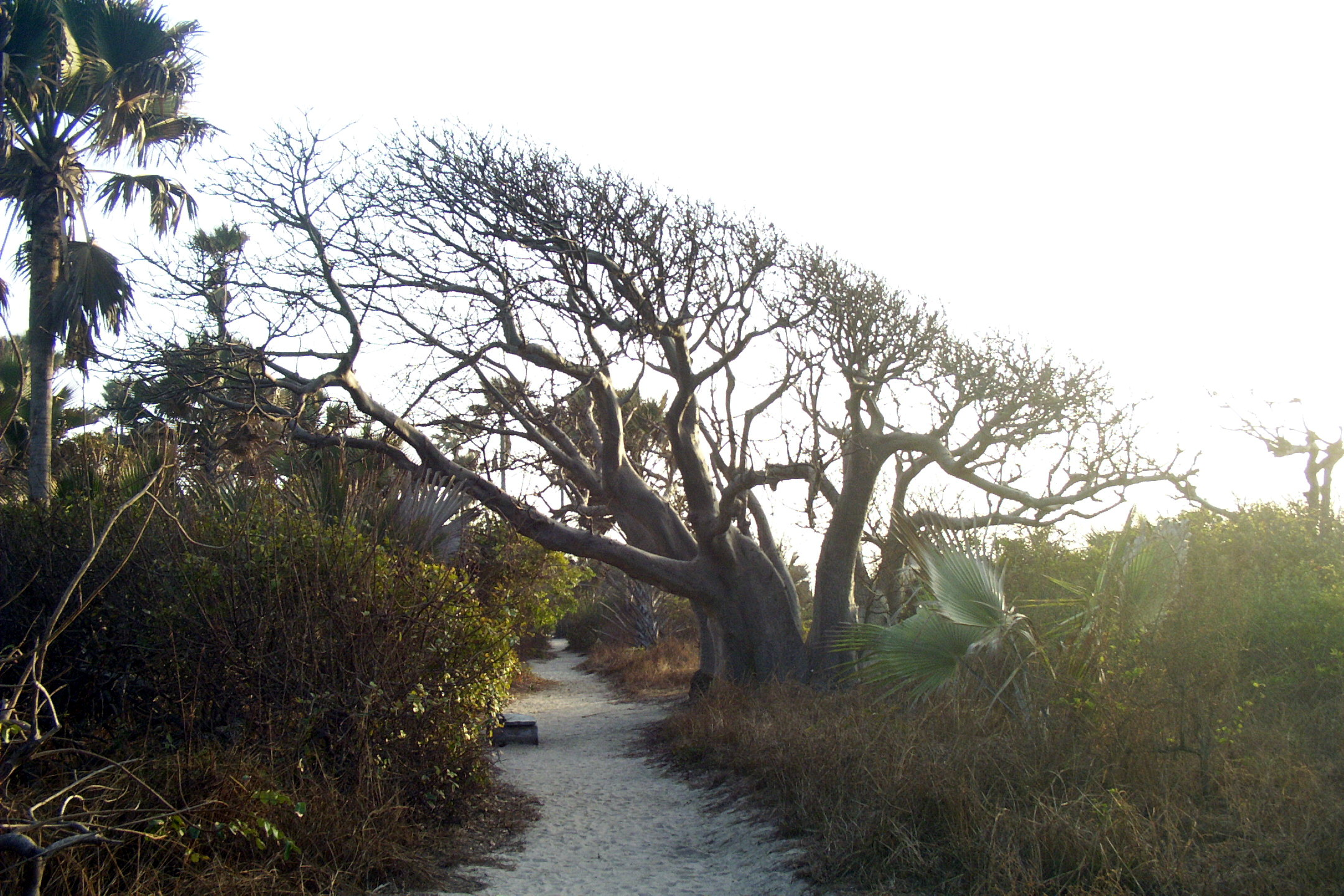
Ein Baobab an der Strandseite
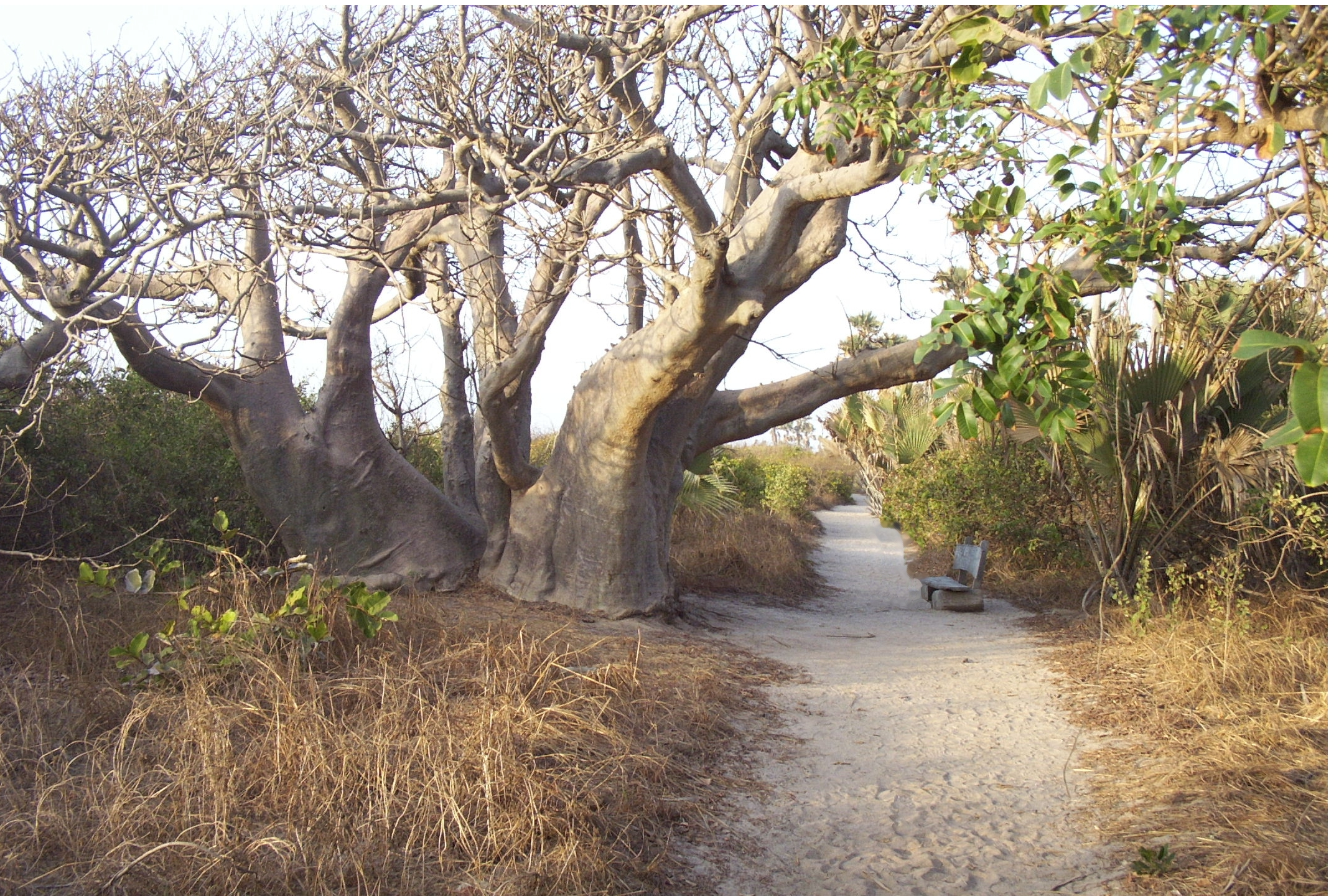
Der gleiche Baobab von der anderen Seite
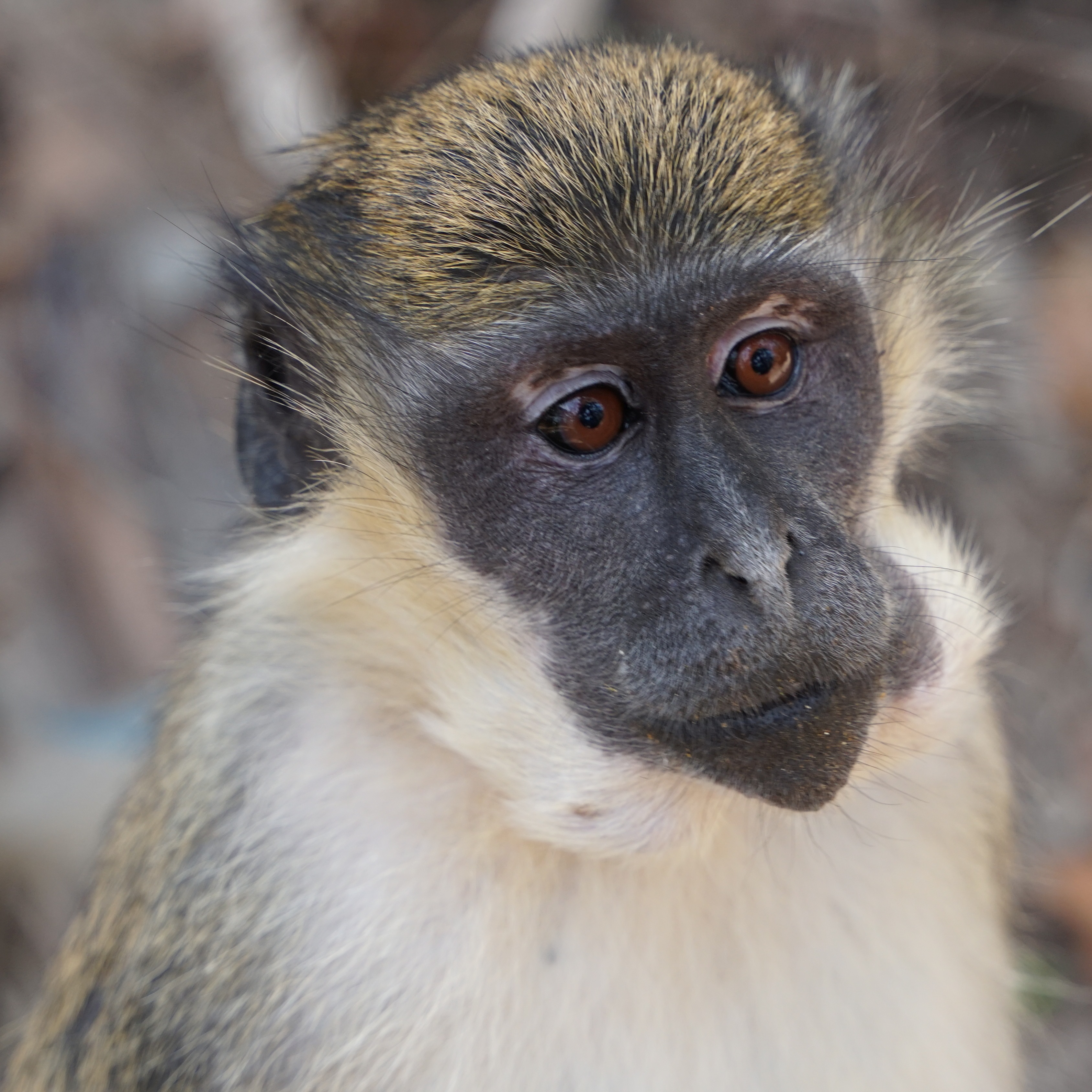
Westliche Grünmeerkatze (Chlorocebus sabaeus)
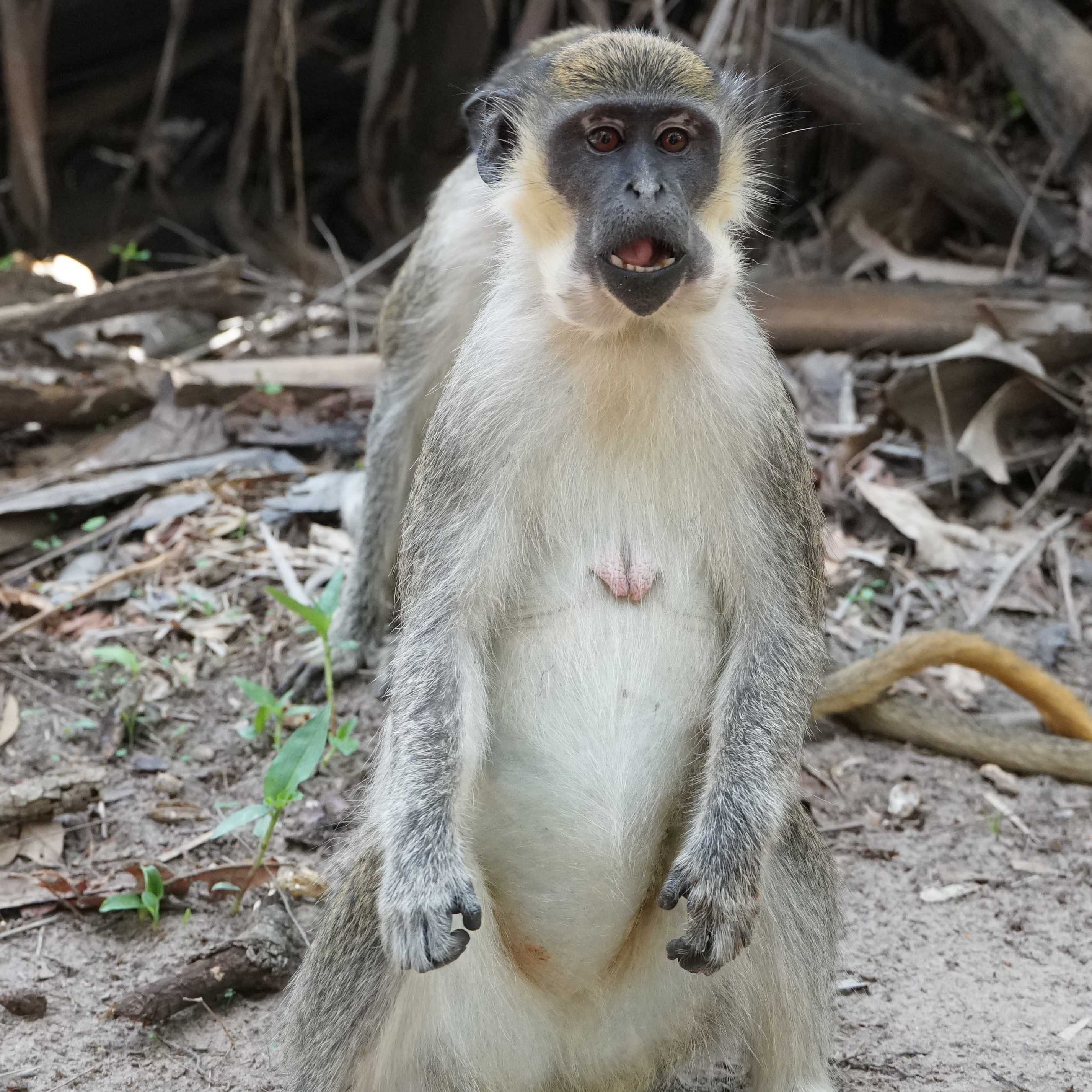
Westliche Grünmeerkatze (Chlorocebus sabaeus)
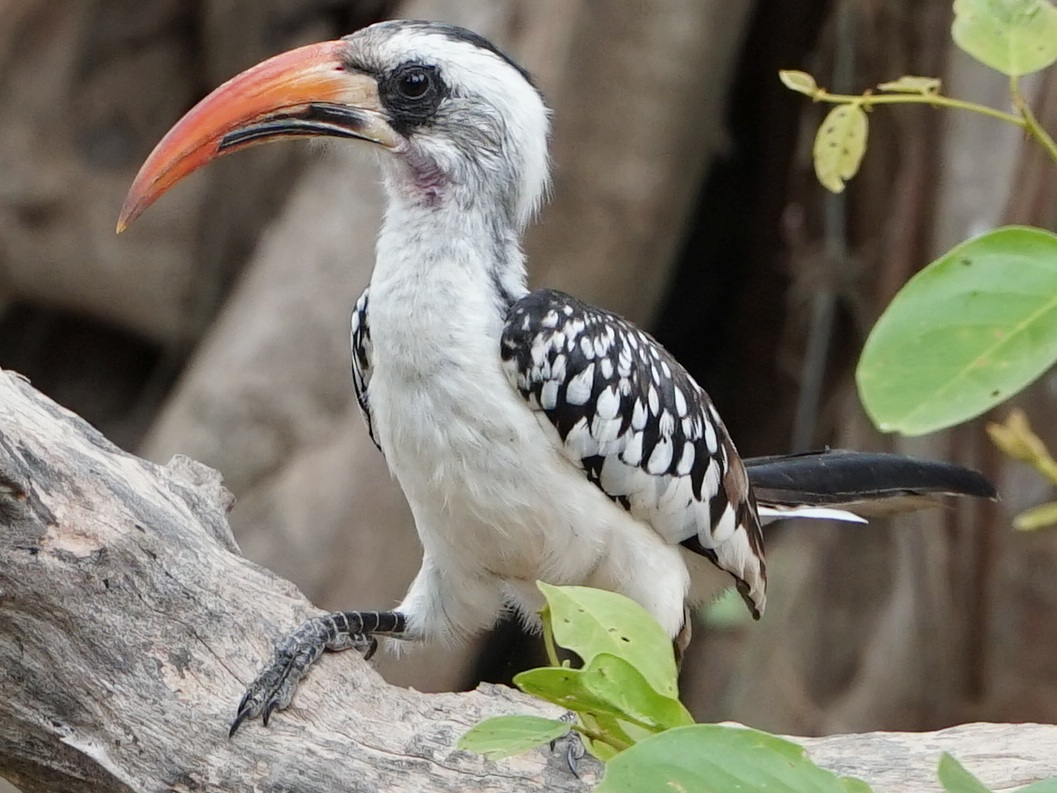
Westlicher Rotschnabeltoko (Tockus kempi)
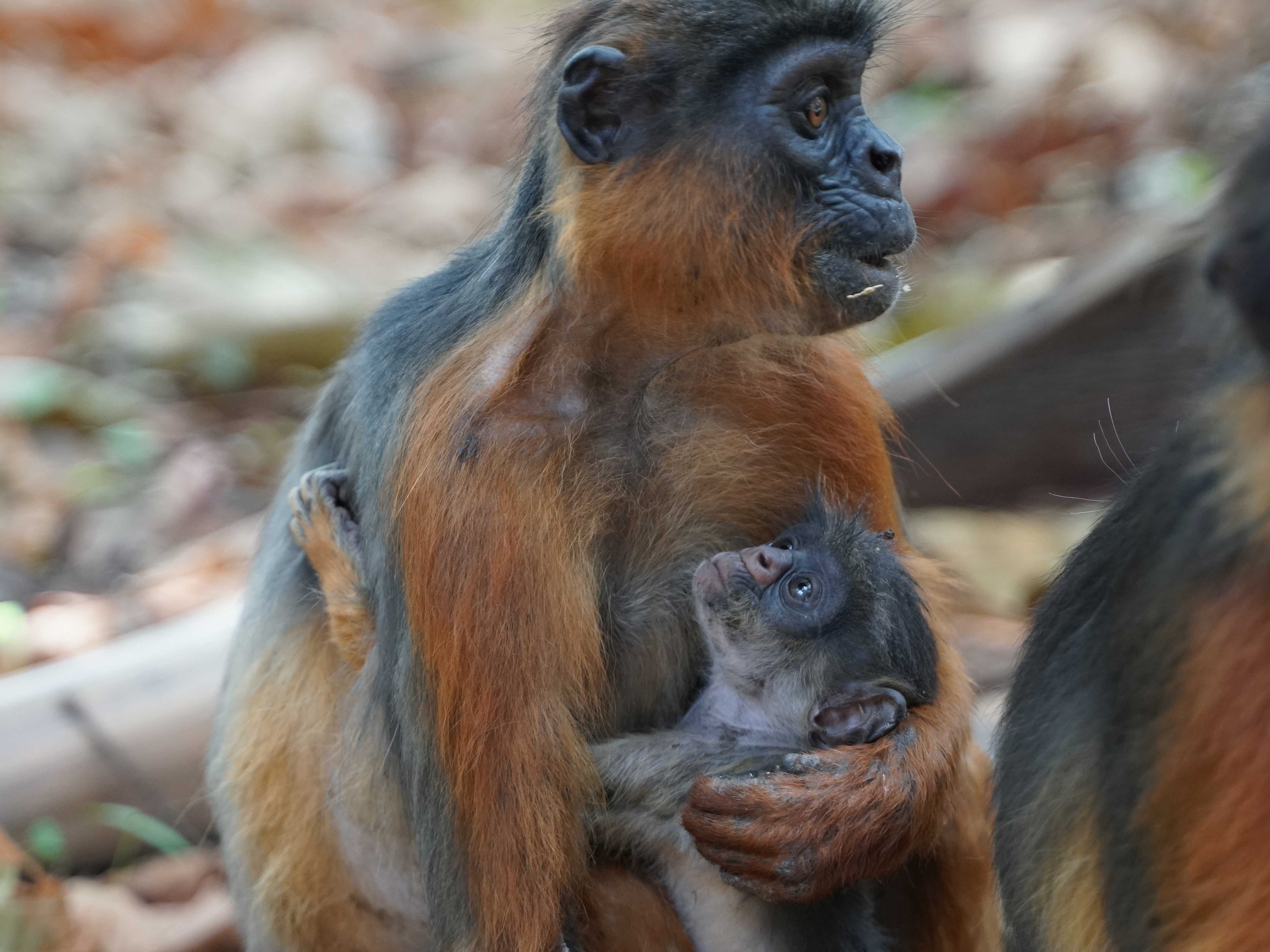
Temminck-Stummelaffe (Piliocolobus temminckii)
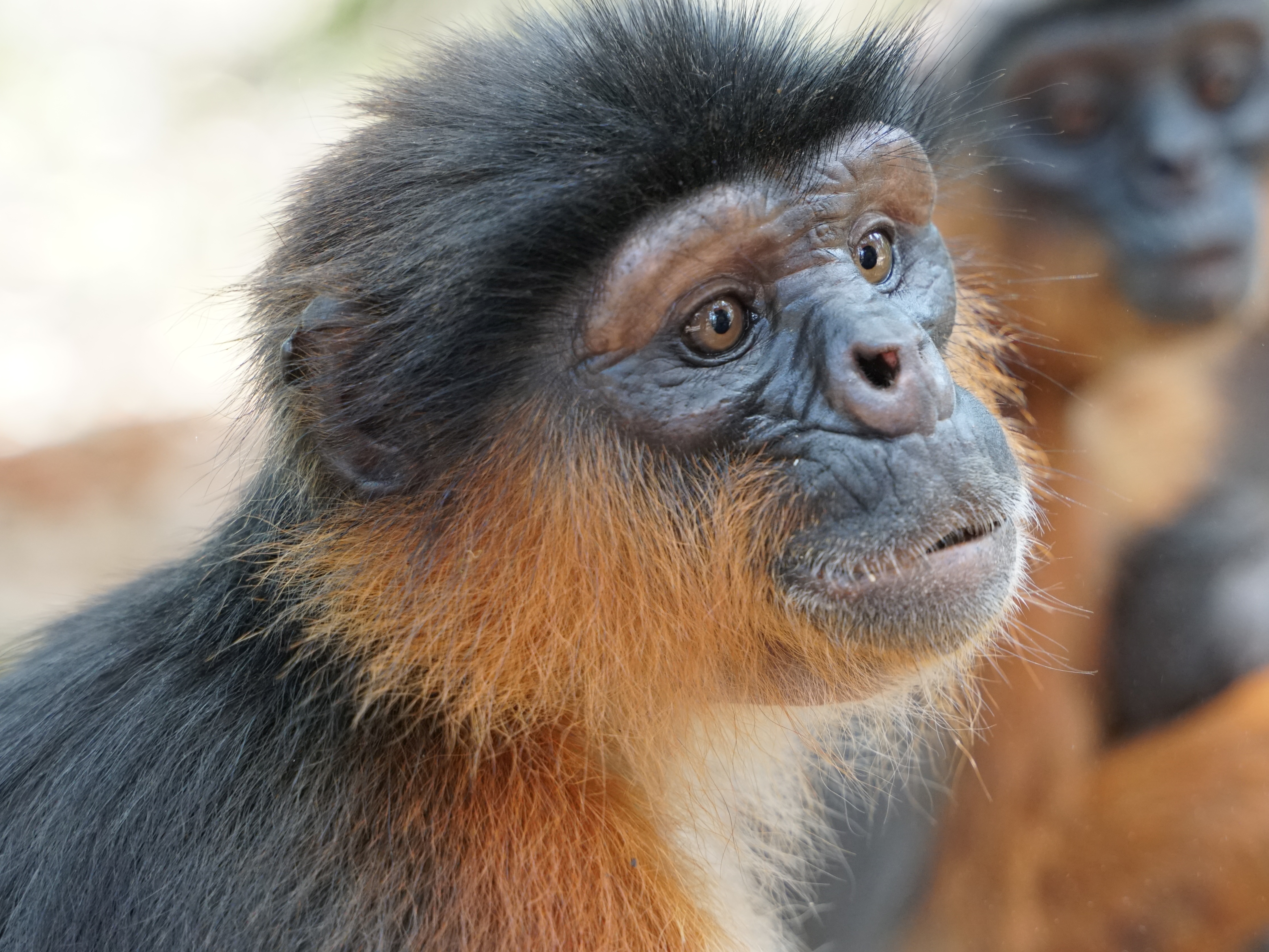
Temminck-Stummelaffe (Piliocolobus temminckii)
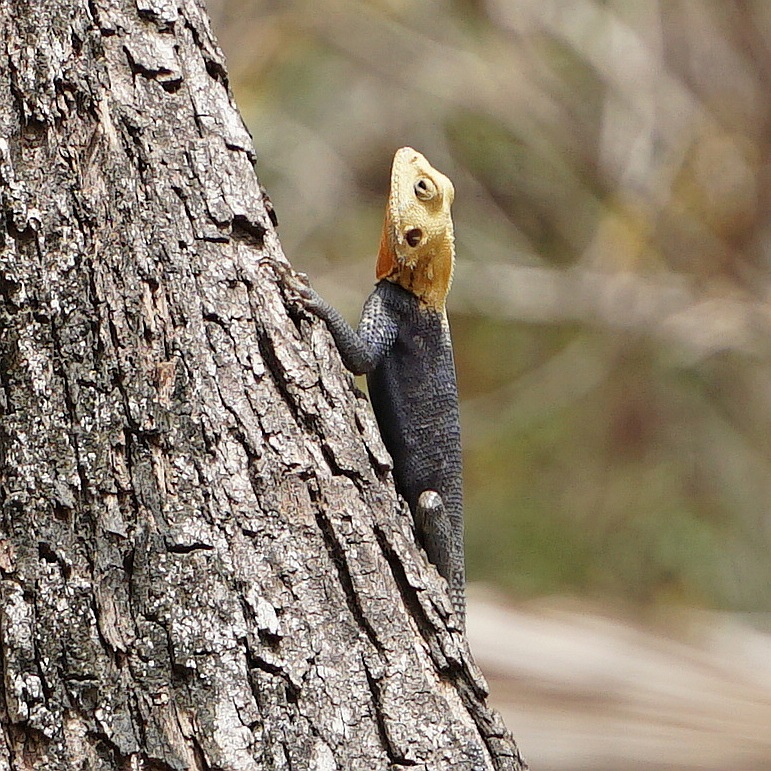
Siedleragame (Agama agama)
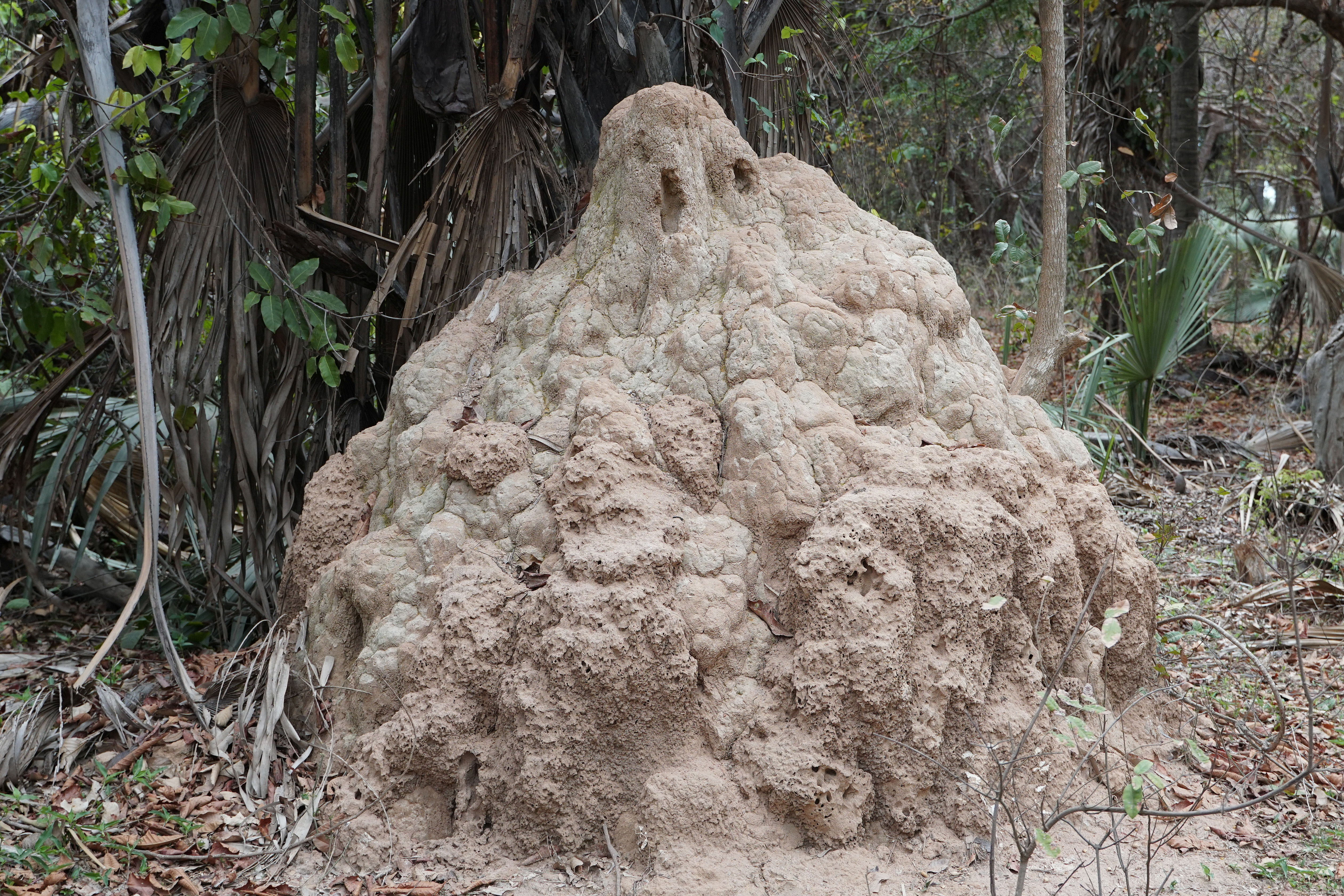
Termitenhügel